# Övre Dammtjärnen
Övre Dammtjärnen är en sjö i Sorsele kommun i Lappland och ingår i Umeälvens huvudavrinningsområde. Övre Dammtjärnen ligger i Vindelälven Natura 2000-område.